# Cayaponia simplicifolia
Cayaponia simplicifolia är en gurkväxtart som först beskrevs av Naud., och fick sitt nu gällande namn av Célestin Alfred Cogniaux. Cayaponia simplicifolia ingår i släktet Cayaponia och familjen gurkväxter. Inga underarter finns listade i Catalogue of Life.